# Fisher-Price
Pour les articles homonymes, voir Fisher et Price.
Fisher-Price est une marque de jouets américaine créée en 1930 et filiale du groupe Mattel depuis 1993. Elle produit des jouets pour nouveau-nés et jeunes enfants.

## Histoire

### De la fondation en 1930 au rachat par Mattel en 1993
L'entreprise est fondée en 1930 par Herman Fisher, Irving Price, Margaret Evans Price (l'épouse d'Irving, une illustratrice), et Helen M. Schelle. Herman avait pour intention de créer des jouets qui « stimulent l'imagination et apportent quelque chose de nouveau, de surprenant et d'amusant. » La première gamme de jouets s'appelle 16 hopefuls (« 16 optimistes »), elle inclut un couple de canards en bois.
Pendant la Seconde Guerre mondiale, en 1943, à la suite des réquisitions, l'entreprise fabrique des pièces pour l'aéronautique, la défense des bateaux, et des fournitures médicales.
En 1969, Herman Fisher prend sa retraite à l'âge de 71 ans et Fisher-Price est rachetée par Quaker Oats Company. En 1991, l'entreprise redevient indépendante et sera cotée en bourse avant d'être achetée par Mattel en novembre 1993.

### Des rappels de produits depuis 1998
En 1998, 10 millions de véhicules Power Wheels fabriqués par Fisher-Price doivent être retirés de la vente. En cause, des batteries pouvant causer des brûlures aux membres des enfants. En juillet 2007, Fisher-Price doit rappeler plus d'un million de ses jouets produits en Chine. Environ 1,5 million de produits siglés Dora l'exploratrice, Elmo ou Big Bird présentait des risques de peinture toxique selon l’association américaine de protection des consommateurs United States Consumer Product Safety Commission. Pour Mattel, propriétaire de Fisher-Price, il s'agissait du plus gros rappel depuis 1998.
Nouveau rappel d'envergure pour Fisher-Price douze ans plus tard. Le 5 avril 2019, l’association de protection des consommateurs pointe des défaillances d'un de ses produits. Selon elle, les transats pour bébé de modèle « Rock’n Play Sleeper » auraient entraîné depuis 2015 la mort de dix nourrissons. Le 12 avril, près de 4,7 millions de transats de modèle sont rappelés par le groupe Mattel.

## Filmographie
- Thomas et ses Amis
- Sam le pompier
- Pingu
- Baby Boss
- Captain Zed and the Zee Zone (1991, Distribution only, produced by Tony Collingwood Productions, Scottish Television Film Enterprises and DIC Enterprises)

## Galerie

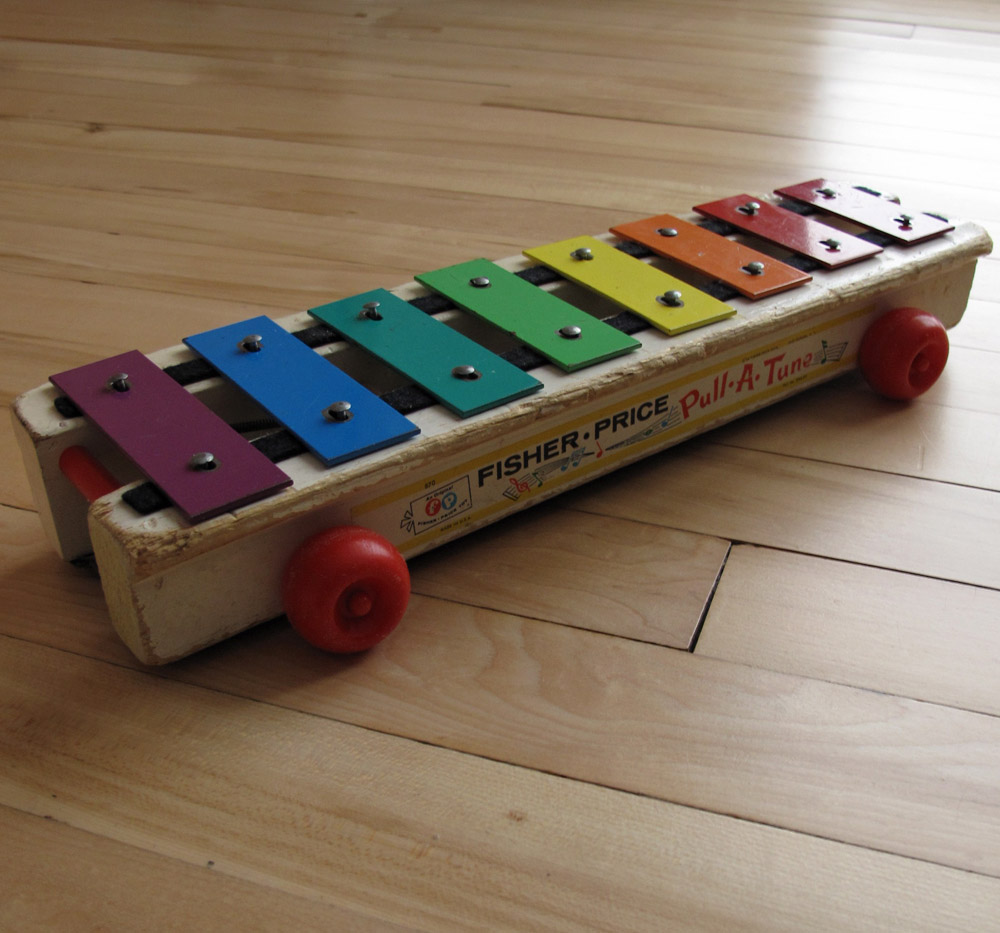
Xylophone Fisher-Price des années 1960.
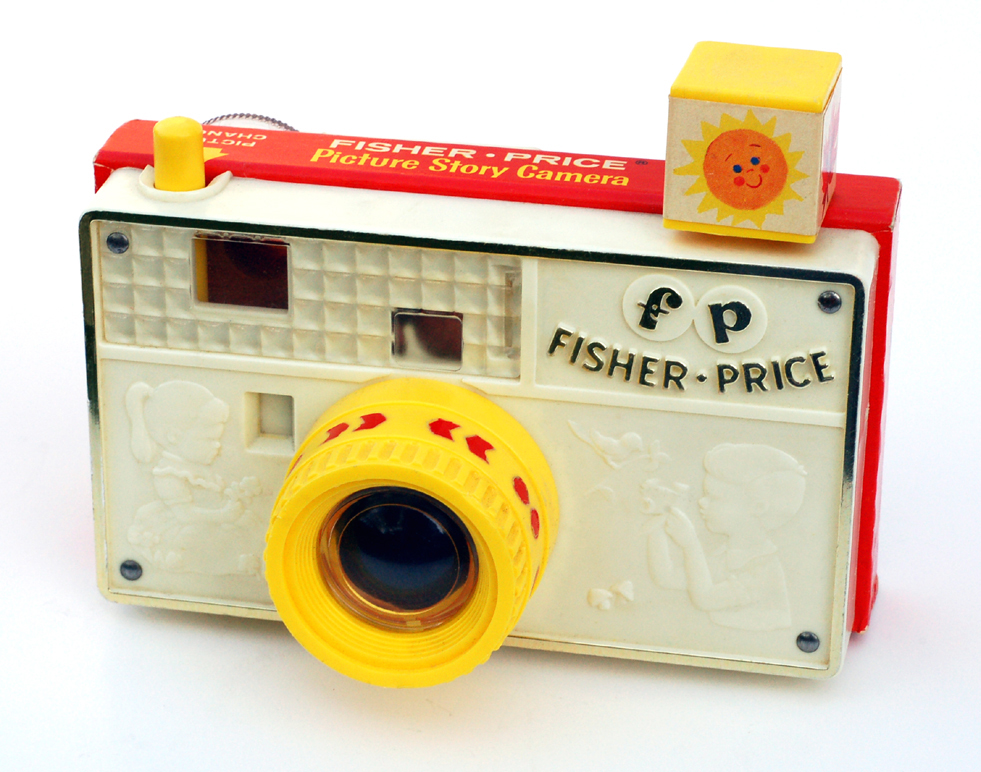
Jouet appareil photo en bois et plastique de 1967. Le viseur présente 8 vues qui changent en pressant le déclencheur.
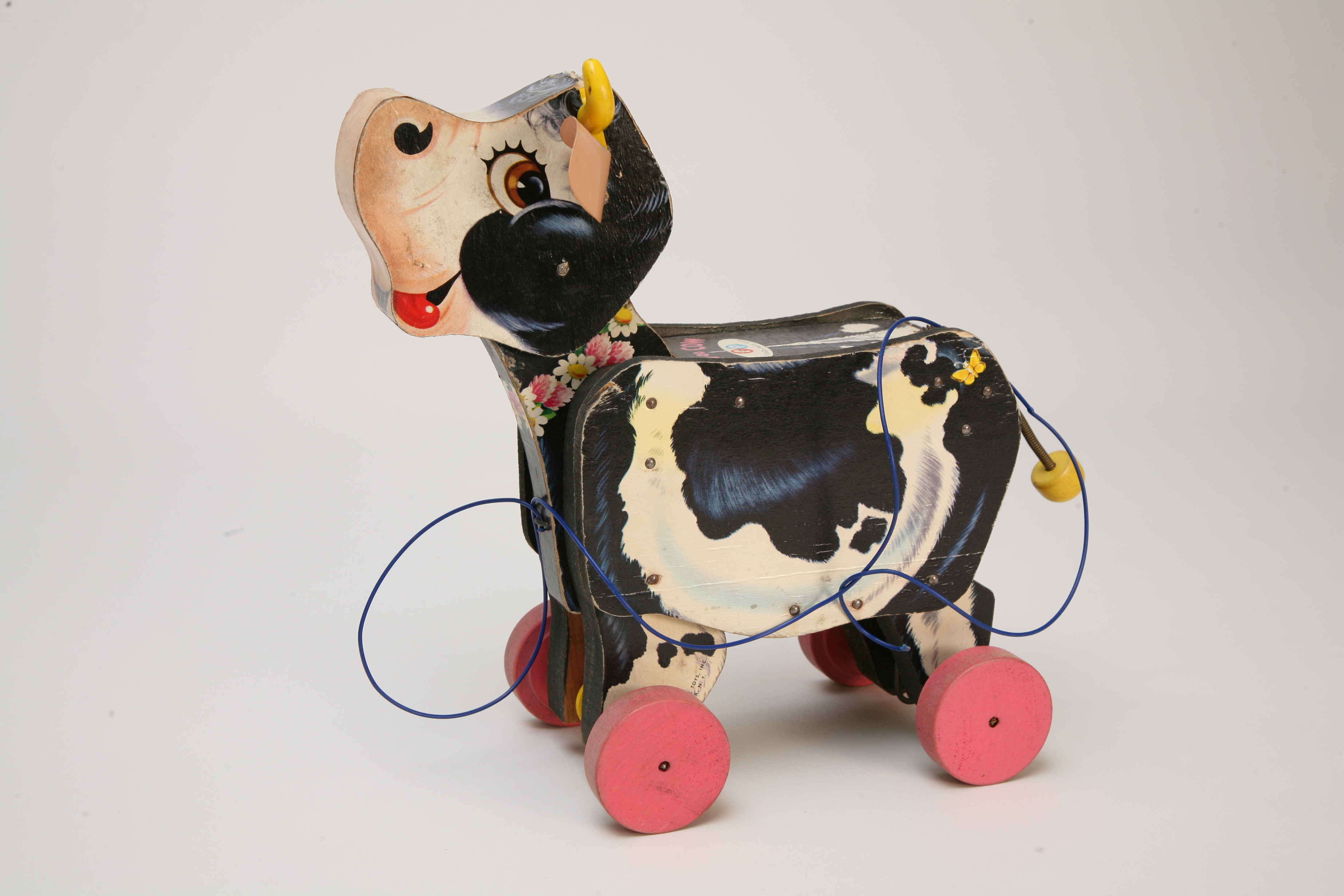
Un jouet de 1969 exposé au Children's Museum of Indianapolis.
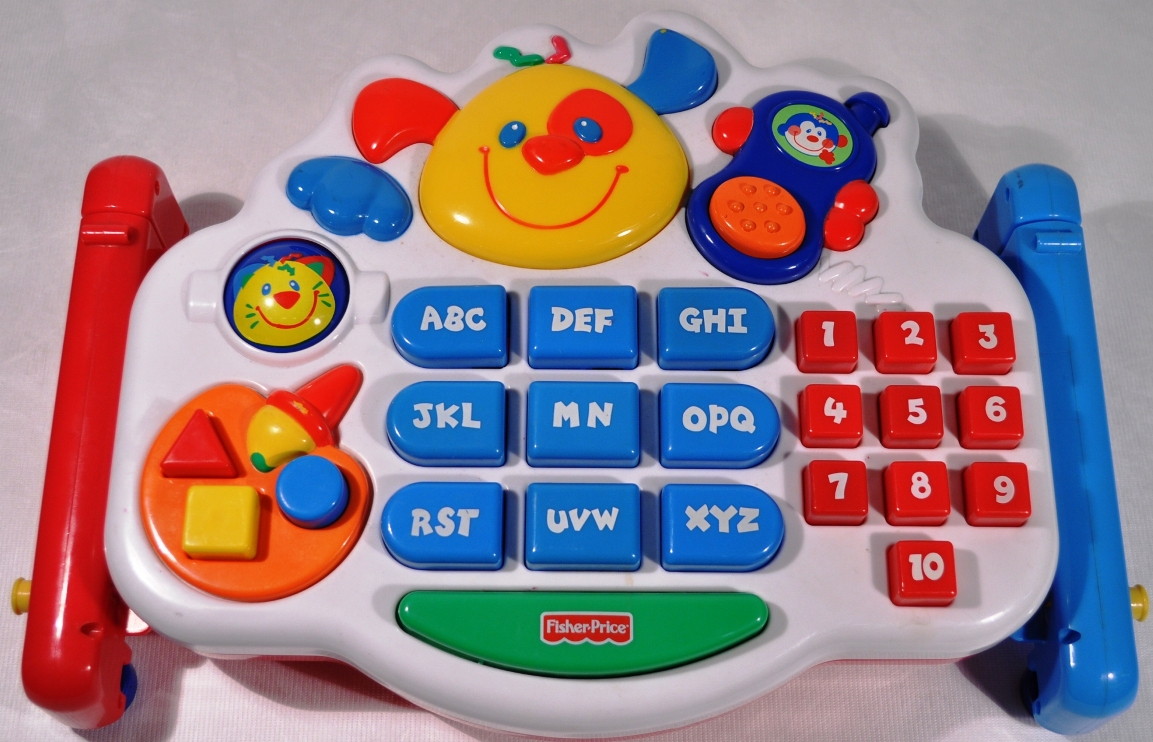
Jouet Fisher-Price plus récent en plastique produisant des sons.